# Paramysis eurylepis
Paramysis eurylepis är en kräftdjursart som beskrevs av Georg Ossian Sars 1907. Paramysis eurylepis ingår i släktet Paramysis och familjen Mysidae. Inga underarter finns listade i Catalogue of Life.